# Coloncus
Coloncus é um gênero de aranhas da família Linyphiidae descrito em 1949.